# 모자이크

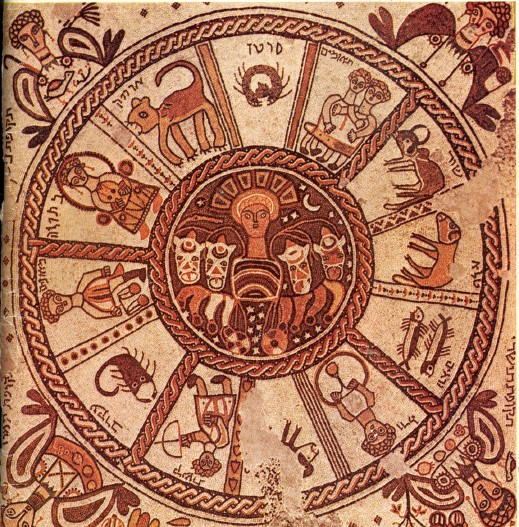
베트 알파 모자이크의 모습.

모자이크(영어: Mosaic)는 돌, 도자기, 타일, 유리, 패각, 나무 등이 사용되며 건축물의 마루나 벽면, 혹은 공예품의 장식을 위해서 예부터 흔히 사용되는 방법이다.

## 모자이크 기법
모자이크의 주된 기법은 3가지가 있다. 직접 기법, 간접 기법, 그리고 이중 간접 기법이 그것이다.

### 직접 기법
모자이크 구성 기법 가운데 직접 기법은 Tessera (모자이크를 이루는 작은 조각)를 하나씩 모자이크로 가리는 면에 직접 접착제 등으로 붙여나가는 것을 말한다. 이 방법은 꽃병과 같이 삼차원의 입체 표면에 쓰인다.
직접 기법은 벽화와 같은 회화적 표현에 자주 쓰인다. 게다가 모자이크가 완성되는 과정을 관리하면서 작품을 완성할 수 있다는 것이 이 기법에서 눈에 띄는 점이다. 눈에 띄는 또다른 장점은 이 기법의 모자이크가 매우 시각적이며 색채를 자유롭게 제어할 수 있다는 것이다. 또, 운반할 수 있는 조그마한 작품을 만드는 것에도 쓰일 수 있다.
현대의 직접 기법은 이중 직접 기법 (영어: Double direct)이라 불리며, 유리 섬유로 할 수 있던 망사 (Mesh)에 모자이크를 직접 붙인다. 모자이크는 삼차원 표면 위에 바라보는 방향에 맞춰 서서히 만들어서 마지막에 망사마다 모자이크로 장식하고자 하는 면으로 옮긴다. 대형 작업 또한 이 방법을 사용하며, 모자이크를 붙인 망사는 운송을 위해 세세하게 잘라 실제 설치할 시기가 되면 다시 짜서 합친다. 이 기법을 사용하는 사람은 실제 설치장에서가 아닌 쾌적한 스튜디오에서 작업할 수 있다.

### 간접 기법
간접 기법은 모양을 몇 번씩 되풀이하는 대규모 프로젝트에 이용한다. Tessera는 뒤쪽이 점착이 된 종이를 엎은 뒤 이를 벽, 마루, 공예품 등의 표면으로 옮긴다. 이 기법은 단순한 모양이나 기하학적인 모양, 한결같은 색 모자이크 제작이나 대형 제작에 효과를 발휘한다. 모자이크로 완성한 테이블의 천판은 일반적으로 이 기법을 사용하여 만들며 표면을 매끄럽게, 또 평평하게 완성할 수 있다.

### 이중 간접 기법
이중 간접 기법은 완성할 때의 모습을 제작 도중에 확인하면서 작업을 진행하고자 할 때 이용한다. Tessera는 매개체 (점착성 종이나 점착질의 플라스틱 등) 위 표면에 놓이므로 설치할 때 이 모습을 확인할 수 있다. 모자이크를 완성하면 비슷한 메개체는 그 위에 놓인다. 모자이크 작품이 반전되면 원래 놓여 있던 매개 물질은 벗겨지며 나머지는 위에 언급한 간접 기법과 마찬가지로 설치 장소에 설치된다.
간접 기법과 이중 간접 기법 둘 다 부분마다 만들 수 있어 매우 거대한 벽화 등을 설치 장소 이외의 비교적 작은 스튜디오에서 제작할 수 있고, 또 그뿐 아니라 세세하게 나눈 부분을 설치 장소에 옮길 때 거대한 트럭이 필요하지 않다는 이점이 있다.
또한, 영상 속 부적절한 것을 모자이크해 사용자가 못알아보게 사용할 수 있다.

## 모자이크의 정의
모자이크의 정의는 다음과 같다.
- [미술] 여러 가지 빛깔의 돌, 색유리, 조가비, 타일, 나무, 종이 따위의 조각을 맞추어 만든 무늬나 그림. 또는 그러한 미술 형식.
- [동물] 유전 구성이 다른 세포로 이루어진 단일 개체. 몸의 일부 혹은 좌우에서 몸빛 따위의 유전적 형질이 다르게 나타난다. 체세포의 돌연변이에 의한 것으로 곤충에서 많이 볼 수 있다.
- [생물] 한 몸의 여러 부분에서 두 개 이상의 형질을 동시에 지닌 개체. 몸빛이나 털의 유무 따위의 외부 모양에 관계되는 형질이 많은데, 주로 곤충에서 볼 수 있다.

## 같이 보기
- 픽셀 아트
- 테셀레이션